# 胡台镇
胡台镇，是中华人民共和国辽宁省沈阳市新民市下辖的一个乡镇级行政单位。

## 行政区划
胡台镇下辖以下地区：
胡台社区、大昂帮牛村、七公台村、前胡台村、后胡台村、宋家岗子村、车古营子村、王家河套村、大牛亡牛村、二牛亡牛村、徐家林子村、侯三家子村、花牛堡村、机匠堡子村、四方甸村、红旗堡村、西公太村、杜板牛村和南山村。